# Don't Forget (chanson)
Singles de Demi Lovato
La La Land Here We Go Again
Pistes de Don't Forget
On The Line Gonna Get Caught
Don't Forget est une chanson écrite, composée et interprétée par la chanteuse Demi Lovato. Ce single est le troisième single promotionnel du premier album de Demi intitulé comme la chanson Don't Forget. Le clip sort le 16 mars 2009.

## Récéption
En général, la chanson a reçu de très bonnes critiques, qui ont remarqué une transition entre le style « teen » et plus adulte. Ce morceau est arrivé à la 41e place aux États-Unis et dans le Top 30 un peu partout dans le monde. Cette chanson s'est écoulé à plus de 185 000 copies aux États-Unis. Demi Lovato l'a interprété chez Ellen DeGeneres en avril 2009.

## Classement et certifications
| Chart (2009)                     | position |
| -------------------------------- | -------- |
| Australie (ARIA)                 | 16       |
| Canada (Canadian Hot 100)        | 76       |
| États-Unis (Billboard Hot 100)   | 41       |
| États-Unis (Billboard Pop Songs) | 62       |

| Pays              | Certification | Ventes      |
| ----------------- | ------------- | ----------- |
| États-Unis (RIAA) | Platine       | 1 031 000 + |